# Championnats d'Europe de trampoline 1985
Navigation
Édition précédente Édition suivante
Les championnats d'Europe de trampoline 1985, neuvième édition des championnats d'Europe de trampoline, ont eu lieu en 1985 à Groningue, aux Pays-Bas. Un championnat de tumbling par équipe est organisé pour la première fois.

## Podiums[1]
| Épreuves                | Or                                                                                     | Argent                                                                                    | Bronze                                                                     |
| ----------------------- | -------------------------------------------------------------------------------------- | ----------------------------------------------------------------------------------------- | -------------------------------------------------------------------------- |
| Hommes                  |                                                                                        |                                                                                           |                                                                            |
| Trampoline par équipes, | Union soviétique Igor Bogachev Vadim Krasnochapka Igor Gelimbatovski Sergei Nestreliai | France Lionel Pioline Hubert Barthod Daniel Péan Laurent Mainfray                         | Allemagne de l'Ouest Michael Kuhn Bernd Leichert Dieter Wozniak Ralf Pelle |
| Double Mini par équipes | Espagne Angel Ballesteros José Serrano Juan Casero Javier Sosa                         | Allemagne de l'Ouest Manfred Schwedler Thorsten Hartmann Christian Pöllath Dieter Wozniak | Portugal Luís Nunes Rui Santos Luís Santos Pedro Beato                     |
| Tumbling par équipes    | France Pascal Éouzan Didier Semmola Philippe Chapus Christophe Lambert                 | Pologne Sławomir Borejszo Zbigniew Bachor Marek Król Wojciech Zabierowski                 | Belgique Wim van Landeghem Koen van Maele Filip Coppens                    |
| Trampoline              | Vadim Krasnochapka (URS)                                                               | Lionel Pioline (FRA)                                                                      | Igor Gelimbatovski (URS)                                                   |
| Double Mini             | Angel Ballesteros (ESP)                                                                | Manfred Schwedler (FRG)                                                                   | Thorsten Hartmann (FRG)                                                    |
| Tumbling                | Pascal Éouzan (FRA)                                                                    | Didier Semmola (FRA)                                                                      | Sławomir Borejszo (POL) Zbigniew Bachor (POL)                              |
| Synchro                 | Union soviétique Igor Gelimbatovski Sergej Nestreliai                                  | Union soviétique Igor Bogachev Vadim Krasnochapka                                         | France Lionel Pioline Hubert Barthod                                       |
| Femmes                  |                                                                                        |                                                                                           |                                                                            |
| Trampoline par équipes  | Union soviétique Irina Bludova Liliya Ivanova Svetlana Glebova Tatiana Vigovskaya      | Allemagne de l'Ouest Beate Kruswicki Hiltrud Roewe Gabi Bahr Ute Oder                     | Royaume-Uni Andrea Holmes Sue Shotton Kyrstyan McDonald Judy Harries       |
| Double Mini par équipes | Allemagne de l'Ouest Gabi Dreier Bettina Lehmann Nicole Krüger Heike Holthoff          | Espagne Inmaculada Pazos Maria Perez Pilar Muñoz Gloria Herrera                           | Portugal Maria Baptista Teresa Moutinho Lurdes Pereira Ana Rita Vilas-Boas |
| Tumbling par équipes    | France Isabelle Jagueux Sandrine Vacher Muriel Boudsocq                                | Belgique Claudia Peeters Alexandra Debaveye Gretel Leroy                                  | Pays-Bas Anneke Milius Barbara Spit Anneke de Jong Monique de Groot        |
| Trampoline              | Andrea Holmes (GBR)                                                                    | Irina Bludova (URS)                                                                       | Liliya Ivanova (URS)                                                       |
| Double Mini             | Inmaculada Pazos (ESP)                                                                 | Gabi Dreier (FRG)                                                                         | Bettina Lehmann (FRG)                                                      |
| Tumbling                | Isabelle Jagueux (FRA)                                                                 | Sandrine Vacher (FRA)                                                                     | Claudia Peeters (BEL)                                                      |
| Synchro                 | Allemagne de l'Ouest Gabi Bahr Beate Kruswicki                                         | Union soviétique Irina Bludova Elena Bobova                                               | Royaume-Uni Penny Thomas Andrea Holmes                                     |

## Tableau des médailles
| Rang | Nation               | Or | Argent | Bronze | Total |
| ---- | -------------------- | -- | ------ | ------ | ----- |
| 1    | France               | 4  | 4      | 1      | 9     |
| 2    | Union soviétique     | 4  | 3      | 2      | 9     |
| 3    | Espagne              | 3  | 1      | 0      | 4     |
| 4    | Allemagne de l'Ouest | 2  | 4      | 3      | 9     |
| 5    | Royaume-Uni          | 1  | 0      | 2      | 3     |
| 6    | Belgique             | 0  | 1      | 2      | 3     |
| -    | Pologne              | 0  | 1      | 2      | 3     |
| 8    | Portugal             | 0  | 0      | 2      | 2     |
| 9    | Pays-Bas             | 0  | 0      | 1      | 1     |